# العلاقات البوتانية المارشالية
العلاقات البوتانية المارشالية هي العلاقات الثنائية التي تجمع بين بوتان وجزر مارشال.

## مقارنة بين البلدين
هذه مقارنة عامة ومرجعية للدولتين:
| وجه المقارنة                                              | بوتان          | جزر مارشال                     |
| --------------------------------------------------------- | -------------- | ------------------------------ |
| المساحة (كم2)                                             | 38.39 ألف      | 181                            |
| عدد السكان (نسمة)                                         | 807.61 ألف     | 53.13 ألف                      |
| الكثافة السكانية (ن./كم²)                                 | 21.04          | 29.35 ألف                      |
| العاصمة                                                   | تيمفو          | ماجورو                         |
| اللغة الرسمية                                             | لغة دزونكا     | لغة إنجليزية، اللغة المارشالية |
| العملة                                                    | نغولترم بوتاني | دولار أمريكي                   |
| الناتج المحلي الإجمالي (بليون دولار)                      | 2.51 مليار     | 199.40 مليون                   |
| الناتج المحلي الإجمالي (تعادل القوة الشرائية) بليون دولار | 6.49 مليار     | 207.25 مليون                   |
| الناتج المحلي الإجمالي الاسمي للفرد دولار أمريكي          | 2.66 ألف       | 3.38 ألف                       |
| الناتج المحلي الإجمالي للفرد دولار أمريكي                 | 7.82 ألف       | 3.80 ألف                       |
| مؤشر التنمية البشرية                                      | 0.605          |                                |
| رمز المكالمات الدولي                                      | +975           | +692                           |
| رمز الإنترنت                                              | .bt            | .mh                            |
| المنطقة الزمنية                                           | ت ع م+06:00    | ت ع م+12:00                    |

## منظمات دولية مشتركة
يشترك البلدان في عضوية مجموعة من المنظمات الدولية، منها:
| علم المنظمة | اسم المنظمة                   | تاريخ انضمام بوتان | تاريخ انضمام جزر مارشال |
| ----------- | ----------------------------- | ------------------ | ----------------------- |
|             | البنك الدولي للإنشاء والتعمير | 28 سبتمبر 1981     | 21 مايو 1992            |
|             | بنك التنمية الآسيوي           | 1982               | 1990                    |
|             | يونسكو                        | 13 أبريل 1982      | 30 يونيو 1995           |
|             | الاتحاد الدولي للاتصالات      | 15 سبتمبر 1988     | 22 فبراير 1996          |
|             | مؤسسة التمويل الدولية         | 1 ديسمبر 2003      | 23 سبتمبر 1992          |
|             | منظمة الشرطة الجنائية الدولية | ?                  | ?                       |
|             | الأمم المتحدة                 | 21 سبتمبر 1971     | 17 سبتمبر 1991          |
|             | مؤسسة التنمية الدولية         | 28 سبتمبر 1981     | 19 يناير 1993           |
|             | منظمة حظر الأسلحة الكيميائية  | ?                  | ?                       |

## وصلات خارجية
- موقع وزارة الخارجية البوتانية